# На одній планеті
«На одній планеті» (рос. «На одной планете») — радянський художній фільм 1965 року, знятий на кіностудії «Ленфільм».

## Сюжет
Фільм висвітлює всього лише одну добу з життя В. І. Леніна: з вечора 31 грудня 1917 року до вечора 1 січня 1918 року. Життя «вождя пролетаріату» показане надзвичайно насиченим, за порівняно невеликий часовий відрізок він встигає відсвяткувати Новий рік в компанії з робітниками і дружиною-соратником Н. К. Крупською, прийняти іноземних послів, зустрітися з давнім другом, швейцарським комуністом Фріцем Платтеном, дати настанову Сталіну і пережити замах на своє життя.

## У ролях
- Інокентій Смоктуновський — Ленін
- Емма Попова — Надія Крупська
- Юльен Балмусов — Дзержинський
- Андро Кобаладзе — Сталін
- Юрій Волков — Фрідріх Платтен
- Ізіль Заблудовський — Микола Подвойський
- Пантелеймон Кримов — капітан Решетов
- Павло Луспекаєв — матрос Микола Маркін
- Євген Лебедєв — солдат Яків Спиридонов
- Микола Симонов — полковник Робінс
- Бруно Оя — американський журналіст Альберт Ріс Вільямс
- Юхим Копелян — іспанський посол
- Лім Су — китайський посол
- Георгій Тейх — посол
- Валентин Янцат — посол
- Георгій Штиль — диригент
- Федір Нікітін — директор архіву Петро Оболенський

## Знімальна група
- Режисер — Ілля Ольшвангер
- Сценаристи — Савва Дангулов, Михайло Папава
- Оператор — Євген Шапіро
- Композитор — Борис Тищенко
- Художник — Євген Еней